# アルカス (クレーター)
アルカス（英: Arcas）は、木星の衛星カリストの南極近くのクレーターである、名前はゼウスとカリストーの子アルカスに由来する。
直径約60km、中央丘がある。